# Strangeways, Here We Come
Strangeways, Here We Come —en españolː "Strangeways, aquí vamos"— es el cuarto y último álbum de estudio de la banda de rock inglés The Smiths, lanzado en septiembre de 1987. Todas las canciones fueron compuestas por Johnny Marr mientras que sus letras fueron escritas y cantadas íntegramente por Morrissey. El álbum fue certificado Oro por la RIAA el 19 de septiembre de 1990.

## Acerca del álbum
The Smiths grabaron lo que iba a ser su último álbum de estudio en los estudios Wool Hall en Bath, Inglaterra. Aunque todavía firmaron un récord de indie, se encuentra a la banda experimentando con un saxofón abiertamente sintetizado y arreglos de cuerda y cajas de ritmo adicionales. Es también el único álbum de The Smiths en que Morrissey toca un instrumento musical. El sonido del piano en la canción "Death of a Disco Dancer" se produjo según lo descrito por Marr cuando Morrissey, "se sentó en un piano y comenzó a golpearlo a distancia". 
Musicalmente, Marr estaba decidido a alejarse del sonido anterior del grupo, el llamado jangle pop. En su momento comentó: "Yo insistía en que no íbamos a sólo tener que repetir cualquier tipo de fórmula." Empecé a buscar distintas influencias, la búsqueda de un interés primario en The White Album de The Beatles. "Sabía que era un aspecto de la atmósfera de The White Album de que se podía tener relación musicalmente... Yo quería arrojar la piel y encontrar una dirección diferente... eso es, posiblemente, por lo qué no se oye mucho sobre Strangeways". También dijo, "pero todavía suena como nosotros". 
Entre la grabación del disco en marzo y su lanzamiento en septiembre de 1987 la banda se separó después de que Johnny Marr anunció en julio que había dejado la banda. El álbum alcanzó el número dos en el Reino Unido y el número cincuenta y cinco en las listas americanas. 
Strangeways, Here We Come puede ser el último álbum de The Smiths, pero no aparecen sus últimas grabaciones, las dos últimas canciones fueron grabadas en mayo de 1987 a proporcionar los lados B del sencillo "Girlfriend in a Coma" . Dos sencillos más fueron sacados de Strangeways, Here We Come, sino que se complementaron en sus caras B de grabaciones de archivo. 
Las grabaciones en The Wool Hall eran las sesiones más relajadas, ya que la bodega estaba bien surtida y el productor Stephen Street llegó lentamente a comprender la idea de que la escritura de los socios Morrissey y Marr se estaba tratando de emplear. Los cuatro exmiembros han nombrado a Strangeways, Here We Come como su álbum favorito de The Smiths. Morrissey también ha afirmado que "Yo y Johnny estamos en absoluto de acuerdo con eso". Agregando además, "Nosotros decimos eso con bastante frecuencia. Al mismo tiempo. En nuestro sueño. Sin embargo, en camas diferentes." 
Contrariamente al mito de que Strangeways fue grabado en un ambiente abiertamente hostil, Andy Rourke ha reflejado "Fue el mejor momento que los cuatro pasamos en un estudio".

## Arte y el título
La portada de Strangeways, Here We Come, fue diseñada por Morrissey, cuenta con una foto de la co-estrella East of Eden Richard Davalos. Davalos está mirando a James Dean, quien fue cortado de la imagen. Dean era el héroe de Morrissey, de quien el cantante escribió un libro llamado James Dean Is Not Dead. Cinco años más tarde, cuando el diseño de la portada para las recopilaciones de WEA, Morrissey escogió de nuevo a Davalos como la estrella de la portada y Davalos está mirando a Dean, quien una vez más fue recortado. 
Como es revelado en la colección de Jo Slee de ilustraciones y portadas de The Smiths y Morrissey, Peepholism, Davalos no fue la elección original como la estrella de la portada. Morrissey quería utilizar un fotograma de Harvey Keitel en Who's That Knocking at My Door (también conocida como I Call First) de Martin Scorsese, pero Keitel se negó a permitirle el uso de la imagen. En 1991, Keitel cedió y la imagen se utilizó en las camisetas y los telones de fondo de la gira de 1991 de Morrissey en solitario. 
El álbum toma su título de Manchester (y como ahora se llama) de la célebre Prisión Strangeways, mientras que la línea "here we come" es tomada del Borstal de Billy Liar. "Strangeways, por supuesto, es la verdadera monstruosidad de una prisión en funcionamiento", explicó Morrissey. 
Sobre el título, Marr ha dicho: "He aprendido a amar el título... fue un poco más de decir las cosas un poco. Un poco obvio. Pero está bien. Yo estaba intrigado siempre por la palabra Strangeways. Recuerdo que cuando era niño, escuché por primera vez que la prisión era realmente llamada así, me preguntaba si no se le hubiera ocurrido a nadie cambiar el nombre. Todavía es desconcertante, de verdad". Morrissey también ha declarado: "En realidad soy yo lanzando los brazos al cielo y gritando: ‘Cualquiera que sea el siguiente?’".

## Lista de canciones
Todas las canciones escritas y compuestas por Morrissey/Marr. 
| N.º | Título                                              | Duración |  |
| 1.  | «A Rush and a Push and the Land Is Ours»            | 3:00     |  |
| 2.  | «I Started Something I Couldn't Finish»             | 3:47     |  |
| 3.  | «Death of a Disco Dancer»                           | 5:26     |  |
| 4.  | «Girlfriend in a Coma»                              | 2:03     |  |
| 5.  | «Stop Me If You Think You've Heard This One Before» | 3:32     |  |
| 6.  | «Last Night I Dream That Somebody Loved Me»         | 5:03     |  |
| 7.  | «Unhappy Birthday»                                  | 2:46     |  |
| 8.  | «Paint a Vulgar Picture»                            | 5:35     |  |
| 9.  | «Death at One's Elbow»                              | 1:58     |  |
| 10. | «I Won't Share You»                                 | 2:48     |  |

## Personal

### The Smiths
- Morrissey - voz, piano en "Death of a Disco Dancer"
- Johnny Marr - guitarra, teclados, armónica, cuerdas sintetizadas y arreglos de saxofón
- Andy Rourke - bajo
- Mike Joyce - batería

### Músicos adicionales
- Stephen Street – Programación de la caja de ritmos adicionales en "I Started Something I Couldn't Finish", "Paint a Vulgar Picture" y "Death at One's Elbow", y los arreglos de cuerdas para "Girlfriend in a Coma".

Las notas del disco citan a Orchestrazia Ardwick como responsable de los arreglos de saxofón y la ejecución de instrumentos de cuerdas; en realidad, se trata de Johnny Marr y su sintetizador.

### Equipo técnico
- Johnny Marr, Morrissey y Stephen Street – productores
- Steve Williams – ingeniero asistente